# Charles Diggs

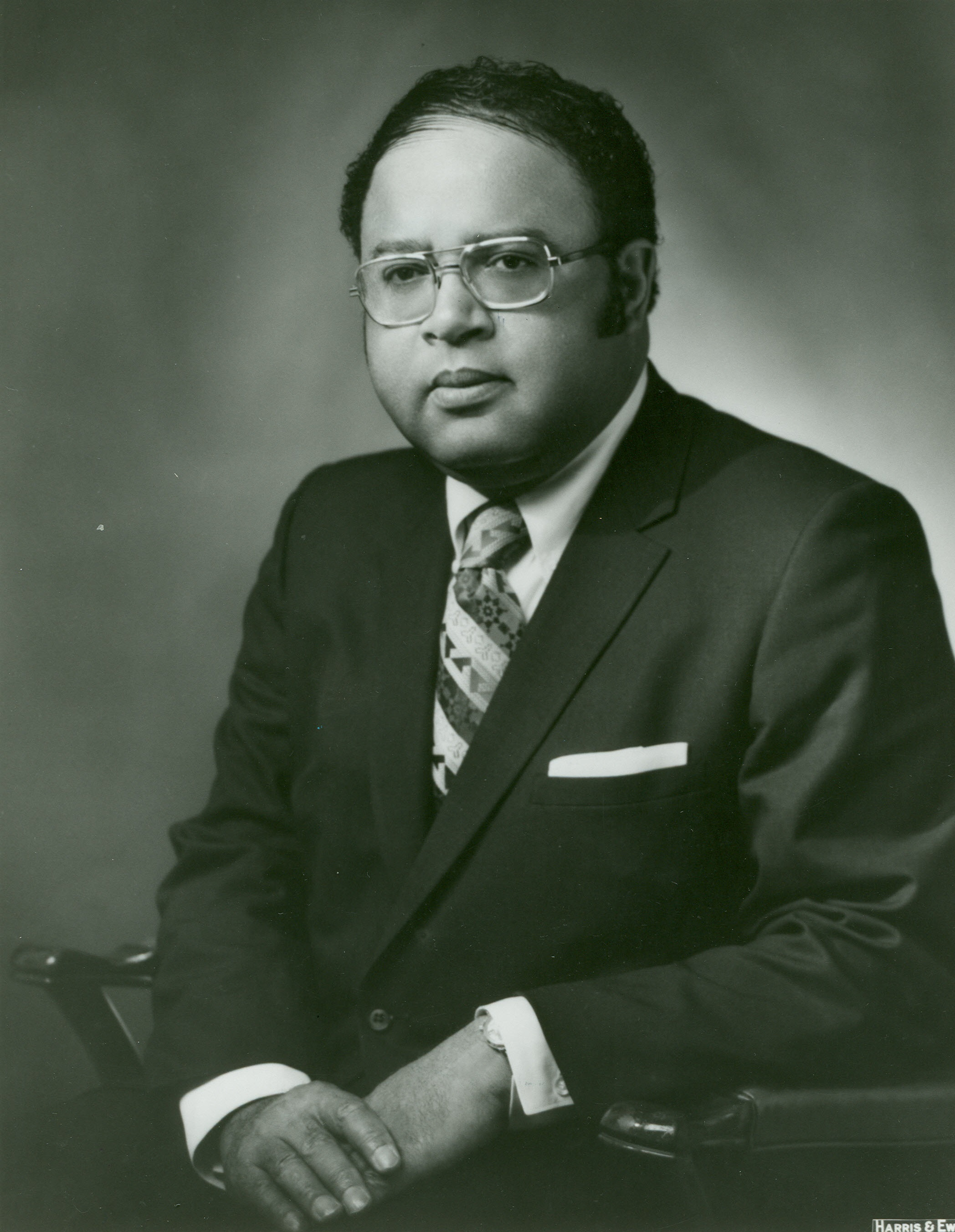
Charles Diggs

Charles Coles Diggs (* 2. Dezember 1922 in Detroit, Michigan; † 24. August 1998 in Washington, D.C.) war ein US-amerikanischer Politiker.

## Karriere
Das Mitglied der Demokratischen Partei setzte sich stets für die Verbesserung der Menschenrechtssituation in den Vereinigten Staaten ein und war von 1955 bis 1980 Mitglied im Repräsentantenhaus der Vereinigten Staaten für den Bundesstaat Michigan; zuvor hatte er von 1951 bis 1954 dem Senat von Michigan angehört. Diggs war der erste Afroamerikaner, der aus Michigan in den Kongress gewählt wurde, und der erste Vorsitzende des Congressional Black Caucus, einer Vereinigung aller afroamerikanischen Kongress-Mitglieder der Vereinigten Staaten. 

## Verurteilung
Im März 1978 wurde Diggs wegen Korruption angeklagt. Er soll von seinen Mitarbeitern, deren Gehälter er erhöhte, die Gehaltserhöhung in Form sogenannter Kick-Backs zurückgefordert haben. Im Oktober 1978 wurde er in diesem Zusammenhang wegen Postbetrugs und falscher Archivierung von Gehaltsabrechnungen für schuldig befunden und zu einer Haftstrafe von drei Jahren verurteilt. Trotz der Auseinandersetzung mit den Strafbehörden wurde Diggs erneut wiedergewählt, musste dann aber sein Mandat niederlegen. Charles Diggs, der immer seine Unschuld beteuerte, musste 14 Monate seiner Haftstrafe absitzen.